# Tetley Island
Tetley Island är en ö i Australien. Den ligger i delstaten Queensland, omkring 2 200 kilometer nordväst om delstatshuvudstaden Brisbane.